# 畢取
畢取，番禺人，西漢時封膫侯。

## 生平
畢取原本是南越國人。南越王赵建德、丞相吕嘉公开反汉。元鼎五年（前112年），漢朝樓船將軍楊僕征伐南越，自番禺東南火攻烧城，南越王命畢取應戰。伏波將軍路博德潛兵入營，向眾將士招降，畢取於是向西漢投降，後來封為膫侯。